# 148 (liczba)
148 (sto czterdzieści osiem) – liczba naturalna następująca po 147 i poprzedzająca 149.

## W matematyce
- 148 jest liczbą Ulama[1]
- 148 jest palindromem liczbowym, czyli może być czytana w obu kierunkach, w pozycyjnym systemie liczbowym o bazie 6 (404)
- 148 należy do pięciu trójek pitagorejskich (48, 140, 148), (111, 148, 185), (148, 1365, 1373), (148, 2736, 2740), (148, 5475, 5477).

## W nauce
- liczba atomowa unquadoctium (niezsyntetyzowany pierwiastek chemiczny)
- galaktyka NGC 148
- planetoida (148) Gallia
- kometa krótkookresowa 148P/Anderson-LINEAR

## W kalendarzu
148. dniem w roku jest 28 maja (w latach przestępnych jest to 27 maja). Zobacz też co wydarzyło się w roku 148, oraz w roku 148 p.n.e.

## W Biblii
Liczba śpiewaków lewickich, synów Asafa, którzy powrócili z babilońskiego wygnania (Ne 7,44).